# Lecidella subviridis
Lecidella subviridis är en lavart som beskrevs av Tor Tønsberg. Lecidella subviridis ingår i släktet Lecidella, och familjen Lecanoraceae. Arten är reproducerande i Sverige.